# Александар Ковачевич (шахіст)
Александар Ковачевич (серб. Александар Ковачевић; нар. 11 лютого 1974) — сербський шахіст, гросмейстер від 2000 року.

## Шахова кар'єра
Починаючи з 2000 року належав до когорти провідних югославських, а потім сербських, шахістів. 2001 року здобув у Херцегу-Новому срібну медаль чемпіонату Югославії. Неодноразово представляв Югославію та Сербію на командних турнірах, зокрема: п'ять разів на шахових олімпіадах (2000, 2002, 2004, 2008, 2010) та двічі на командних чемпіонатах Європи (2001, 2011).
Досягнув низки успіхів на міжнародних турнірах, зокрема:
- посів 1-ше місце в Бухаресті (1997),
- поділив 2-ге місце в Белграді (2000, позаду Бранко Дамляновича, разом з Андрієм Зонтахом),
- посів 1-ше місце в Салоніках (2003),
- поділив 1-ше місце в Новій Гориці (2004, разом зі Зденко Кожулом),
- поділив 1-ше місце в Любляні (2005, разом із зокрема, Ненадом Ферчецем і Огнєном Йованичем),
- поділив 2-ге місце в Борово (2005, позаду Зорана Йовановича, разом з Михайлом Стояновичем і Віталієм Цешковським),
- посів 1-ше місце в Задарі (2006),
- тричі посів 1-ше місце Новому Саді (2006, 2007 — чемпіонат Воєводини, 2009 — турнір Turbo 3 GM),
- посів 1-ше місце в Старій Пазовій (2007),
- поділив 1-ше місце в Рієці (2007, разом з Борисом Чаталбашевим),
- поділив 1-ше місце у Вогошчі (2007, разом з Ібро Шаричем),
- поділив 1-ше місце у Вршаці (2010, Меморіал Борислава Костича, разом з Іваном Іванишевичем),
- поділив 1-ше місце в Пулі (2011, разом з Гергеєм Анталом, Даворином Куляшевичем і Душаном Поповичем),
- поділив 1-ше місце в Сараєво (2013, турнір Босна, разом із Робертом Маркушем і Предрагом Ніколичем).

Найвищий рейтинг Ело в кар'єрі мав станом на 1 квітня 2008 року, досягнувши 2616 очок займав тоді 3-тє місце (позаду Івана Іванишевича і Драгана Шолака) серед сербських шахістів.

## Зміни рейтингу
| На цьому місці має відображатися графік чи діаграма, однак з технічних причин його відображення наразі вимкнено. Будь ласка, не видаляйте код, який викликає це повідомлення. Розробники вже працюють для того, щоби відновити штатне функціонування цього графіка або діаграми. | |
| | На цьому місці має відображатися графік чи діаграма, однак з технічних причин його відображення наразі вимкнено. Будь ласка, не видаляйте код, який викликає це повідомлення. Розробники вже працюють для того, щоби відновити штатне функціонування цього графіка або діаграми. |